# Ervedal e Vila Franca da Beira
Ervedal e Vila Franca da Beira (llamada oficialmente União das Freguesias de Ervedal e Vila Franca da Beira) es una freguesia portuguesa del municipio de Oliveira do Hospital, distrito de Coímbra.

## Historia
Fue creada el 28 de enero de 2013 en aplicación de una resolución de la Asamblea de la República de Portugal promulgada el 16 de enero de 2013 con la unión de las freguesias de Ervedal y Vila Franca da Beira, pasando su sede a estar situada en la antigua freguesia de Ervedal.

## Demografía
| Gráfica de evolución demográfica de Ervedal e Vila Franca da Beira entre 2011 y 2021 |
|                                                                                      |
| Datos según el nomenclátor publicado por el INE portugués.                           |